# Chiesa di Santa Maria Liberatrice (Roma)

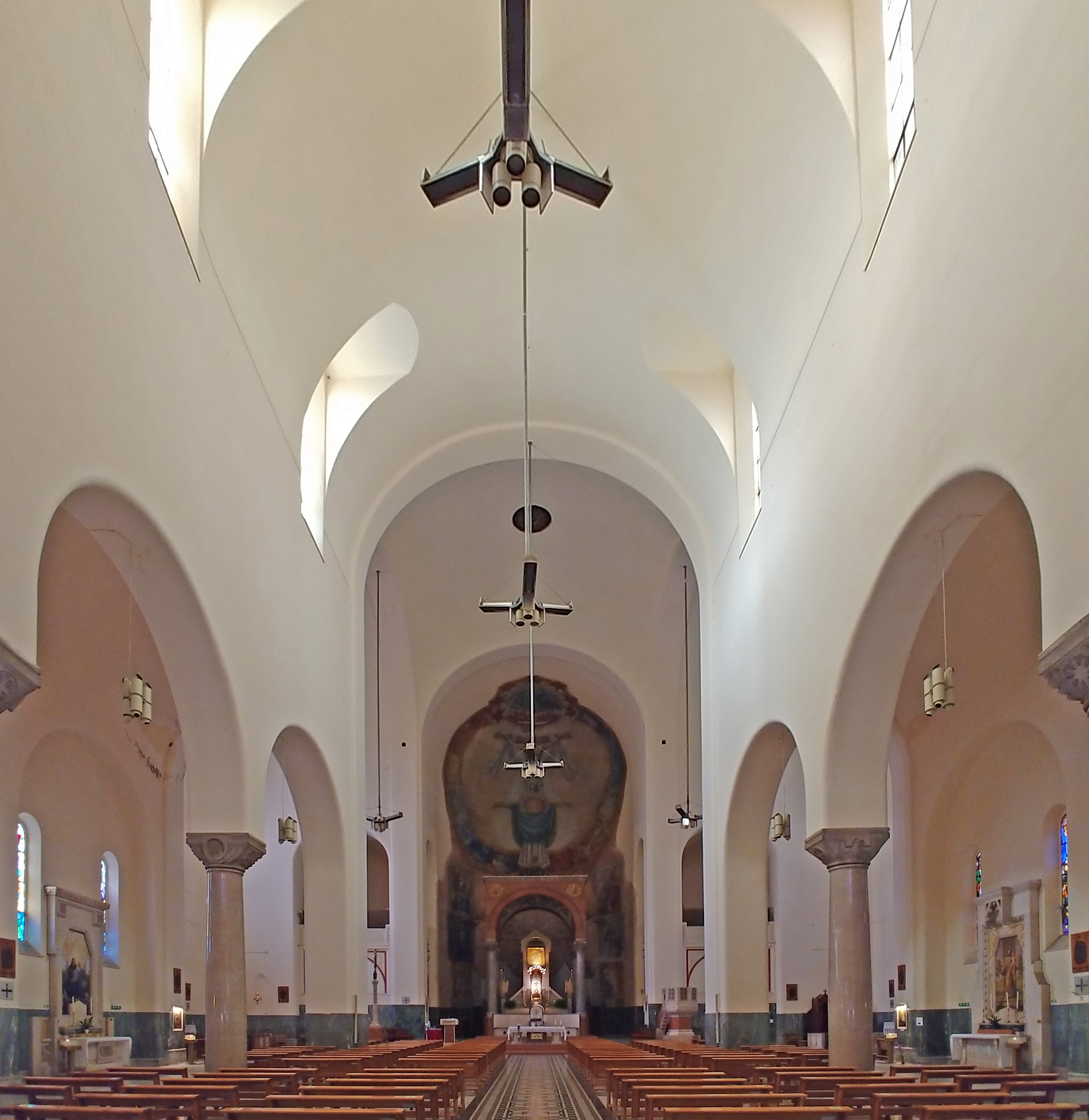
Interno

La chiesa di Santa Maria Liberatrice è un luogo di culto cattolico di Roma, sede dell'omonima parrocchia.

## Storia
La chiesa è l'unica parrocchia presente nel quartiere del Testaccio a Roma ed è affidata ai salesiani. La sua costruzione risale ai primi del Novecento (1906-1908). In quell'epoca la popolazione del Testaccio era di estrazione esclusivamente operaia e mentre da parte civile il sindaco Ernesto Nathan incaricò Domenico Orano della promozione culturale e sociale del rione, papa Pio X affidò la costruzione della chiesa parrocchiale, su progetto dell'architetto Mario Ceradini, prima ai benedettini e poi definitivamente ai salesiani, che già lavoravano nel quartiere. Primo parroco fu Luigi Maria Olivares, poi vescovo di Sutri e Nepi ed oggi venerabile.
Il papa volle che questa nuova chiesa fosse particolarmente legata alla memoria della popolazione romana e per questo le diede il titolo di Santa Maria Liberatrice, che era appartenuto alla chiesa omonima costruita nel XIII secolo sopra le rovine di Santa Maria Antiqua al Foro, ristrutturata da Onorio Longhi nel 1617 e distrutta nel 1899.
Le donò inoltre la venerata immagine Sancta Maria libera nos a poenis inferni. Questo antichissimo affresco, leggermente concavo in quanto proveniente dall'abside della chiesa antica, era stato custodito dopo l'abbattimento dalle Oblate di Tor de' Specchi, il cui stemma orna la chiesa attuale insieme a quello dei Salesiani e di Pio X.
La storia della chiesa è riassunta da questa iscrizione posta all'interno: «Questa chiesa perpetua il culto di S.Maria Liberatrice ereditando titolo e icone dell'omonima chiesa demolita che dal secolo XVI all'anno MDCCCXCIX tenne il luogo e custodì le memorie di Santa Maria antiqua, primo santuario della madre di Dio nel mondo. I Salesiani del venerabile Giovanni Bosco con l'aiuto dei loro cooperatori e delle Nobili Oblate di Tor de' Specchi eressero il rinnovato Santuario perché fosse solenne e non perituro omaggio a S.S.Santità Pio X nell'anno giubilare del suo sacerdozio.»
L'interno, suddiviso in tre navate grazie a colonne con capitelli coi simboli degli evangelisti, presenta la fascia centrale del pavimento ornata da un mosaico in bianco e nero con frammenti di marmi policromi e con motivi ad elementi geometrici e, in riquadri, dei simboli zodiacali. Tra il 1956 ed il 1964 Luciano Bartoli realizzò sia l'affresco absidale, (nel quale sono raffigurati la "Trinità" e "l'Incarnazione" e, in basso, le opere di misericordia), sia le vetrate policrome sulla facciata con gli "Episodi della vita della Vergine" e nelle navate, con figure di santi.